# 전연석
전연석(全連石, 1956년 2월 26일 ~ )은 대한민국의 제5·7·8대 충청남도 금산군의원이다.

## 학력
- 금성국민학교 졸업
- 대전예지중학교 졸업
- 대전예지고등학교 졸업
- 대덕대학교 사회복지학과 졸업

## 경력
- 충청남도교육청 인사위원
- 국제 R13680지구 신대전 RC회장
- 금산군 읍·면 체육회 협회장
- 진산면 농협 3선 임원
- 금성면 연합체육회 회장
- 진산면 체육회장
- 진산면 번영회장
- 진산초등학교 운영위원장
- 하이턱고등학교 운영위원
- 충청남도교육청 교장선생공모제 2년 위원
- 진산초등학교 100주년기념 (총괄본부장)
- 한국소방안전협회 임원
- 금산군정 평가위원
- 금산군 노인협회 자문위원
- 민주평화통일자문회의 자문위원
- 금산우리병원 대표이사
- 2006.07 ~ 2007.03 제5대 충청남도 금산군의회 의원
- 2006.07 ~ 2007.03 제5대 충청남도 금산군의회 전반기 예산결산특별위원회 위원
- 2006.07 ~ 2007.03 제5대 충청남도 금산군의회 전반기 행정사무감사특별위원회 위원
- 박근혜 대통령 후보 중앙당위원
- 2014.07 ~ 2018.06 제7대 충청남도 금산군의회 의원
- 2014.07 ~ 2016.07 제7대 충청남도 금산군의회 전반기 산업건설위원회 위원장
- 2016.07 ~ 2018.06 제7대 충청남도 금산군의회 후반기 산업건설위원회 위원
- 2016.07 ~ 2018.06 제7대 충청남도 금산군의회 후반기 예산결산특별위원회 위원
- 2018.07 ~ 2019.07 제8대 충청남도 금산군의회 의원
- 2018.07 ~ 2019.07 제8대 충청남도 금산군의회 전반기 총무위원회 위원장
- 윤석열 대통령 후보 중앙당 충남 부위원장
- 2024.05 ~ 20      제2대 사단법인 금산 미래포럼 대표

## 자격증
- 1.사회복지사 1급
- 2.청소년상담사 1급
- 3.미술심리상담사 1급
- 4.레크리에이션치료사 2급
- 5.심리상담사 2급
- 6.가족상담사 2급
- 8.방화관리자 2급
- 9.위험물관리자 2급

표창

## 역대 선거 결과
|  | 25.59% |

|  | 24.84% |

|  | 19.70% |